# Луї Гомерт
Луїс Баллер «Луї» Ґомерт-молодший (англ. Louis Buller «Louie» Gohmert, Jr.; нар. 18 серпня 1953, Пітсбург, Техас) — американський юрист і політик республіканець. Він представляє 1-й округ штату Техас у Палаті представників США з 2005 року.
Гомерт навчався у школі Маунт-Плезанта. Він провів літо як студент за обміном в Україні. У 1975 він отримав ступінь бакалавра у Техаському університеті A&M. У 1977 закінчив Школу права Бейлорського університету. Служив в армії США з 1978 по 1982 рік. Потім він працював юристом, а з 1992 — суддею в окрузі Сміт. Головний суддя 12-го Окружного апеляційного суду Техасу з 2002 по 2003.
Проживає у місті Тайлер. Одружений, має трьох дітей. Баптист.